# Монт-Белв'ю (Техас)
Монт-Белв'ю (англ. Mont Belvieu) — місто (англ. city) в США, в округах Чемберс і Ліберті штату Техас. Населення — 7654 особи (2020).

## Географія
Монт-Белв'ю розташований за координатами 29°51′10″ пн. ш. 94°52′53″ зх. д. / 29.85278° пн. ш. 94.88139° зх. д. (29.852646, -94.881484).  За даними Бюро перепису населення США в 2010 році місто мало площу 39,72 км², з яких 38,87 км² — суходіл та 0,85 км² — водойми. В 2017 році площа становила 42,45 км², з яких 41,60 км² — суходіл та 0,85 км² — водойми.

## Демографія
Згідно з переписом 2010 року, у місті мешкало 3835 осіб у 1307 домогосподарствах у складі 1077 родин. Густота населення становила 97 осіб/км².  Було 1426 помешкань (36/км²).
Расовий склад населення:
| - 87,5 % — білих - 2,9 % — чорних або афроамериканців - 0,9 % — корінних американців - 0,6 % — азіатів - 0,1 % — вихідців з тихоокеанських островів - 5,6 % — осіб інших рас |

До двох чи більше рас належало 2,5 %. Частка іспаномовних становила 12,5 % від усіх жителів.
За віковим діапазоном населення розподілялося таким чином: 30,2 % — особи молодші 18 років, 60,7 % — особи у віці 18—64 років, 9,1 % — особи у віці 65 років та старші. Медіана віку мешканця становила 36,3 року. На 100 осіб жіночої статі у місті припадало 98,5 чоловіків;  на 100 жінок у віці від 18 років та старших — 95,5 чоловіків також старших 18 років.
Середній дохід на одне домашнє господарство  становив 121 648 доларів США (медіана — 105 125), а середній дохід на одну сім'ю — 128 177 доларів (медіана — 117 614). За межею бідності перебувало 5,5 % осіб, у тому числі 1,0 % дітей у віці до 18 років та 17,4 % осіб у віці 65 років та старших.
Цивільне працевлаштоване населення становило 1702 особи. Основні галузі зайнятості: виробництво — 32,1 %, освіта, охорона здоров'я та соціальна допомога — 20,7 %, будівництво — 14,2 %.